# Skadarské jezero

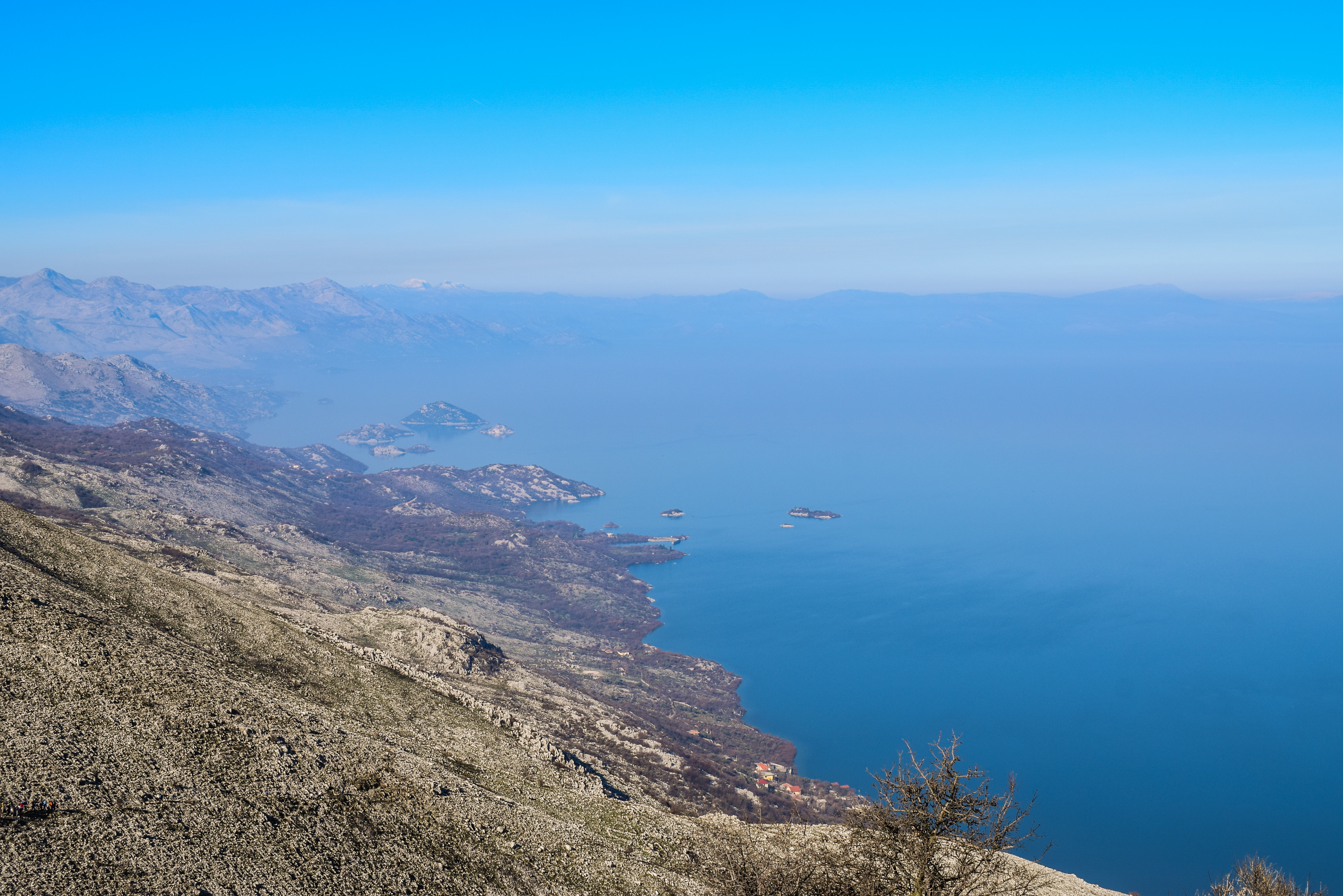
Pohled na jezero na albánské straně.

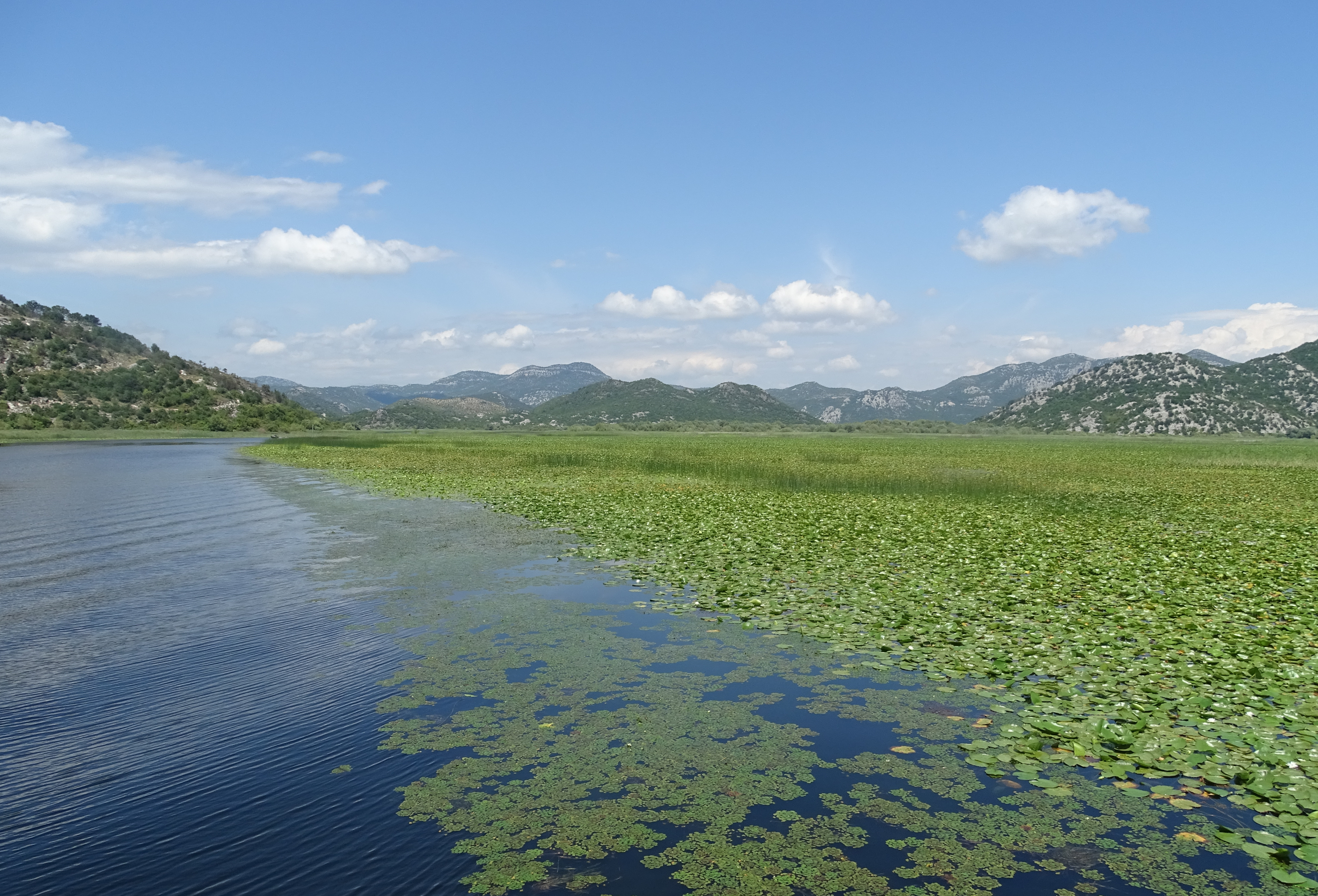
Severní část jezera na černohorské straně nedaleko obce Rijeka Crnojevića.

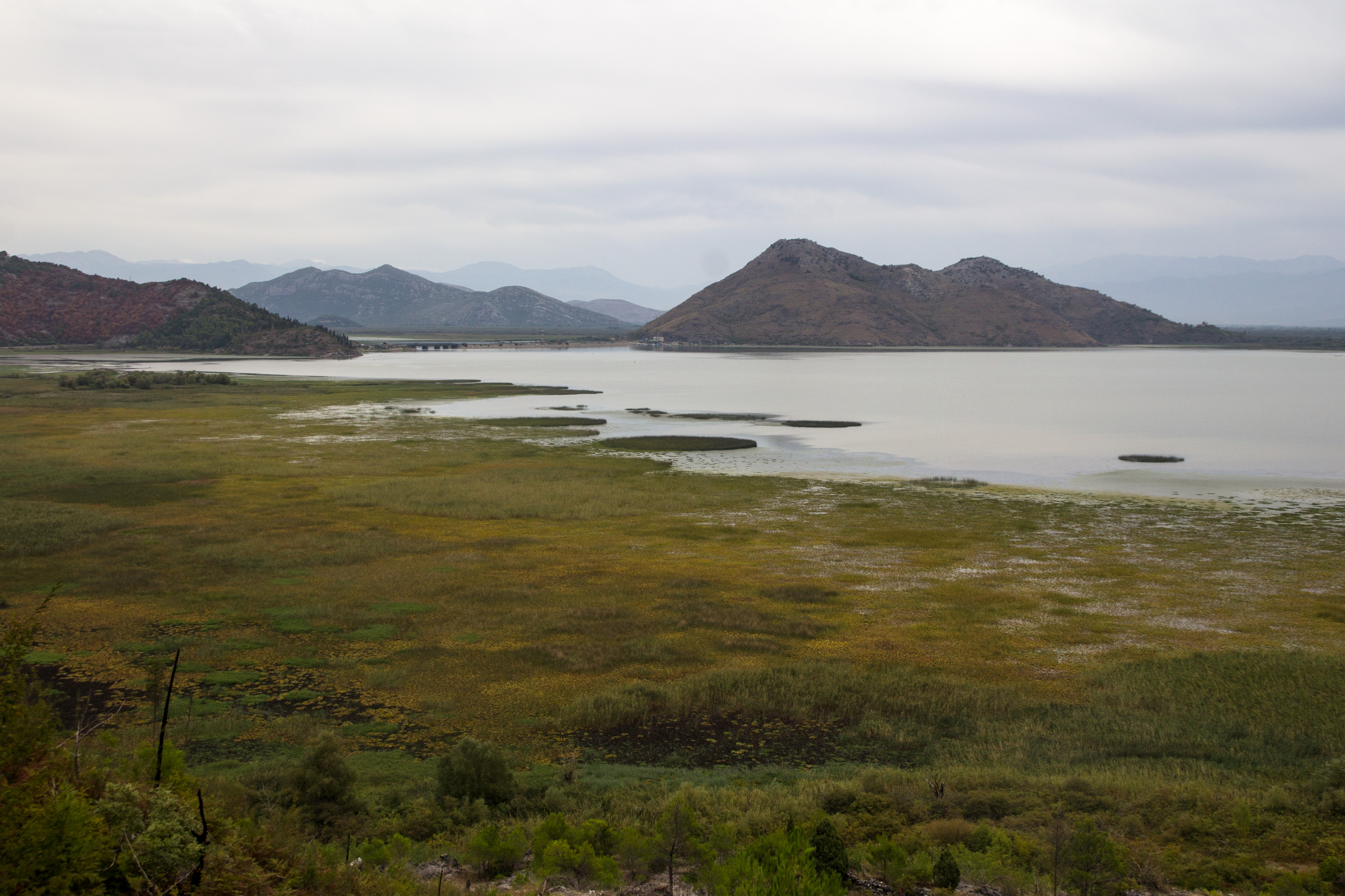
Nepevné břehy jezera.

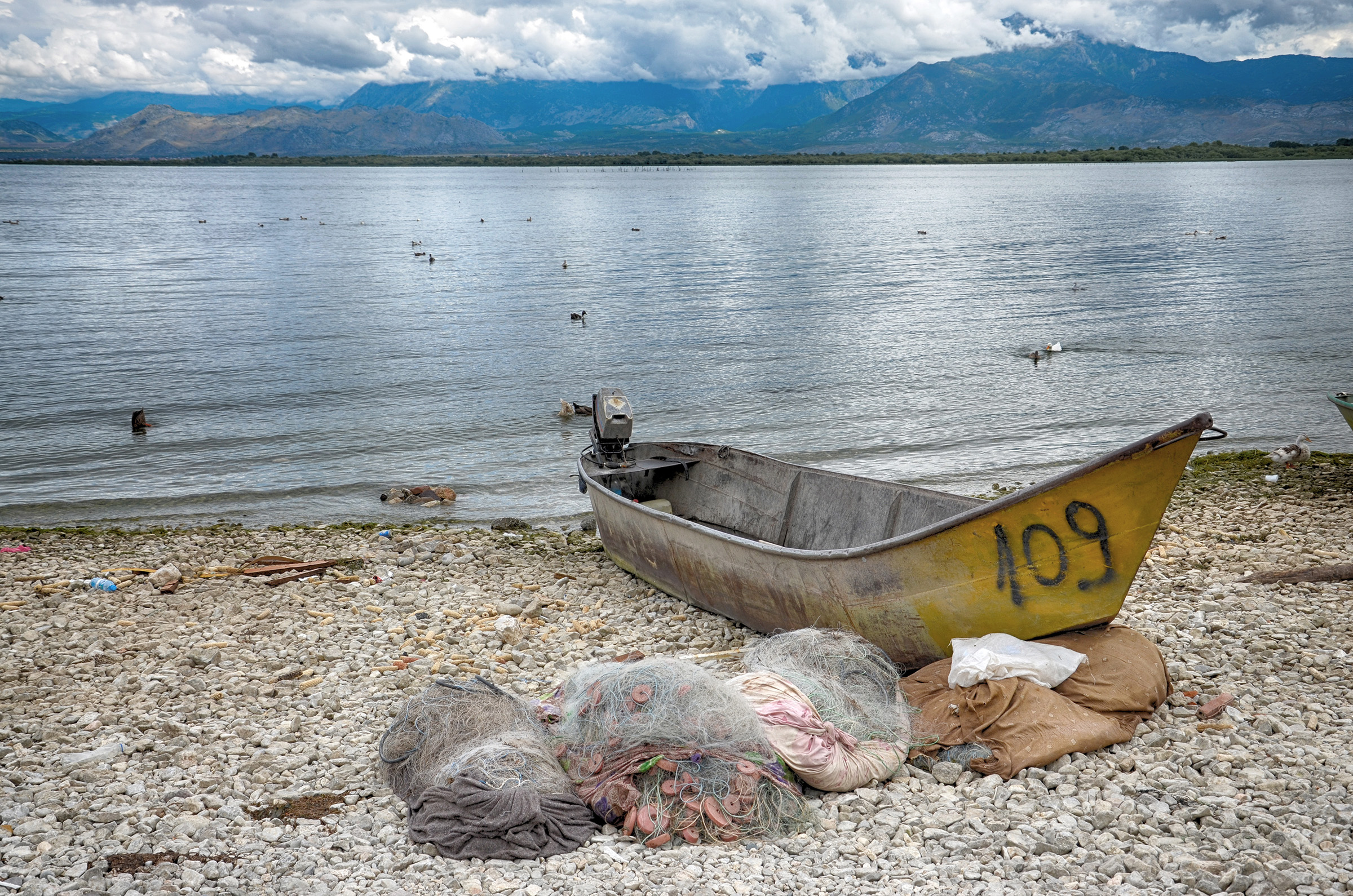
Loď na břehu jezera ve vesnici Shirokë.

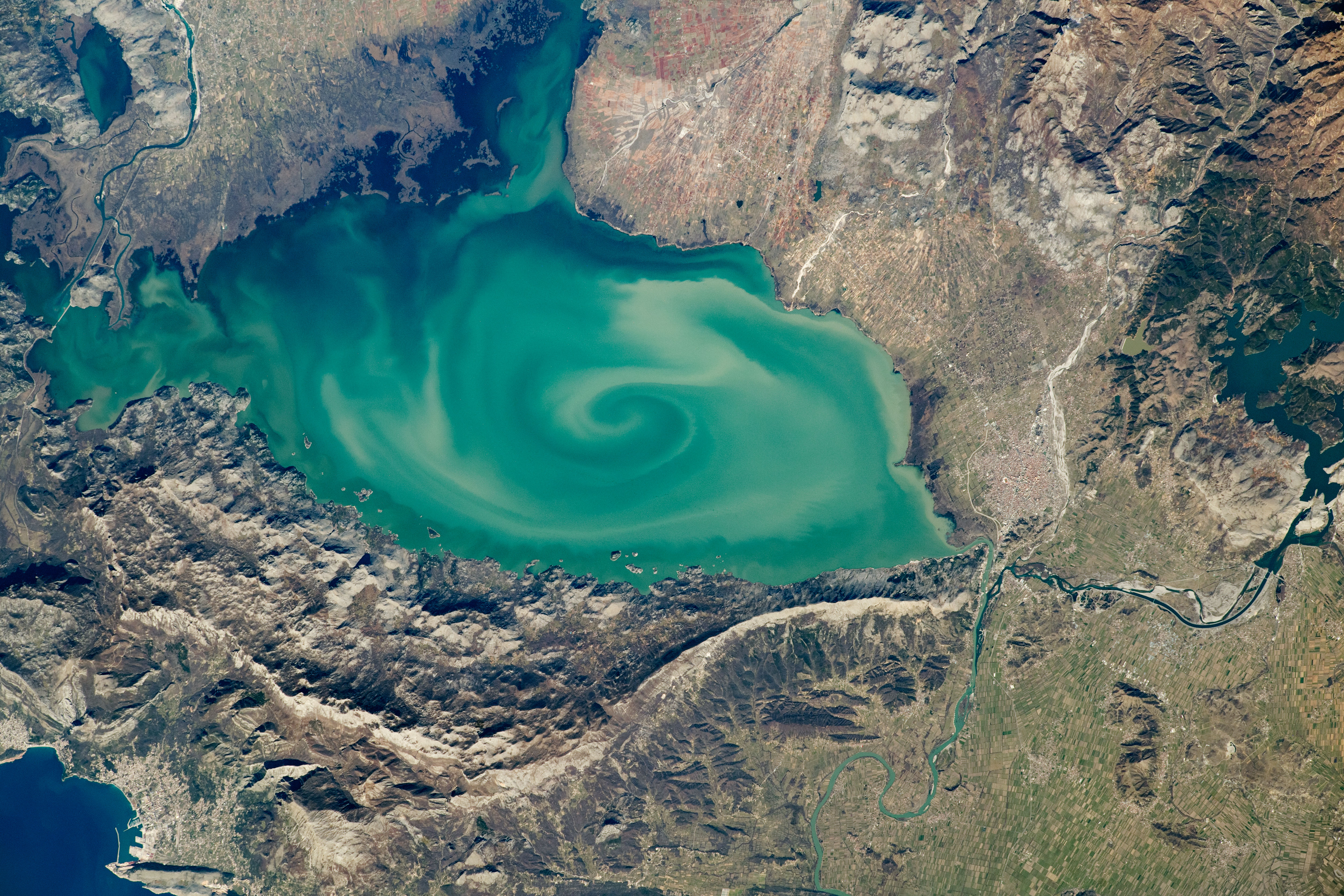
Satelitní snímek jezera v roce 2020.

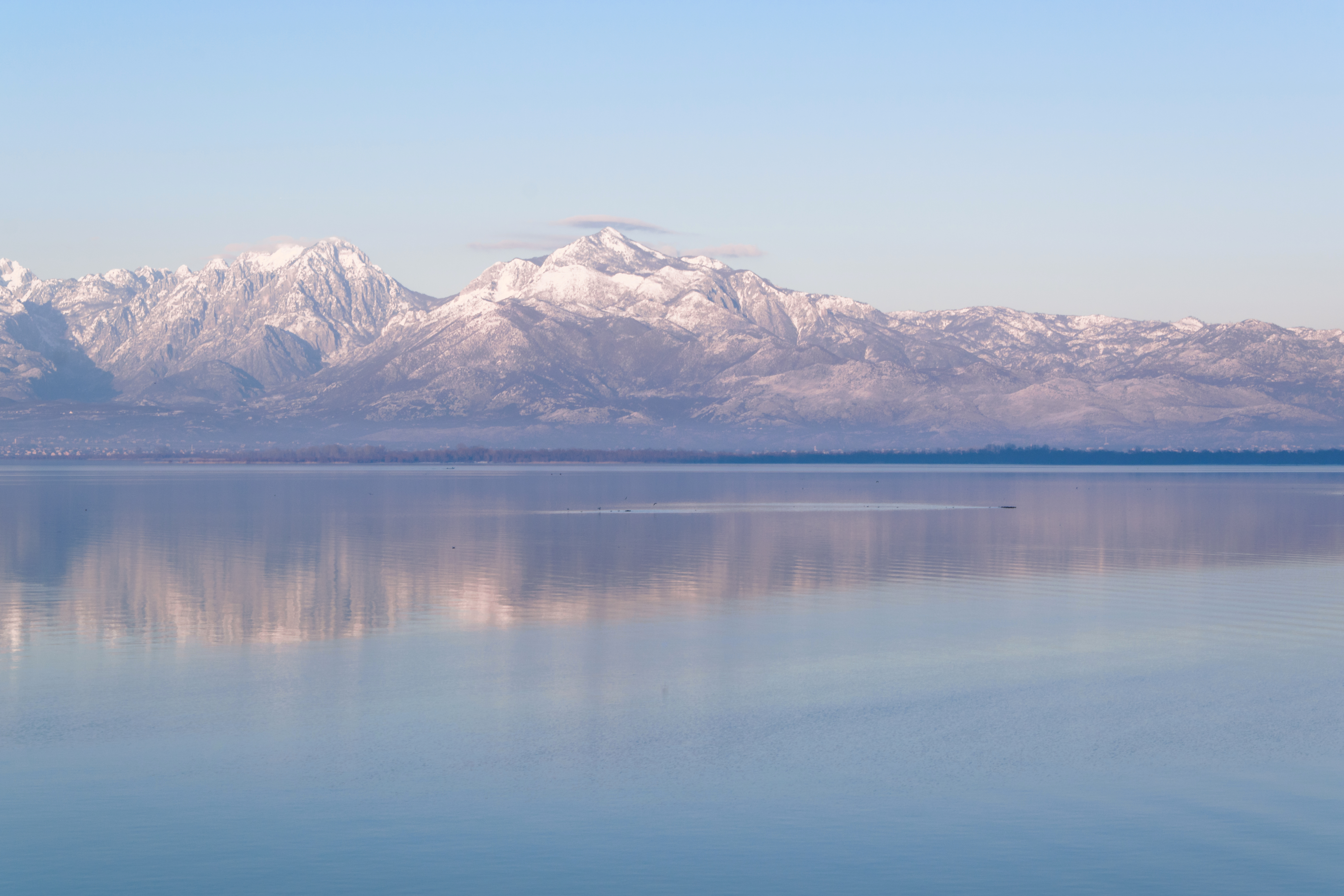
Zasněžené hory v zimě.

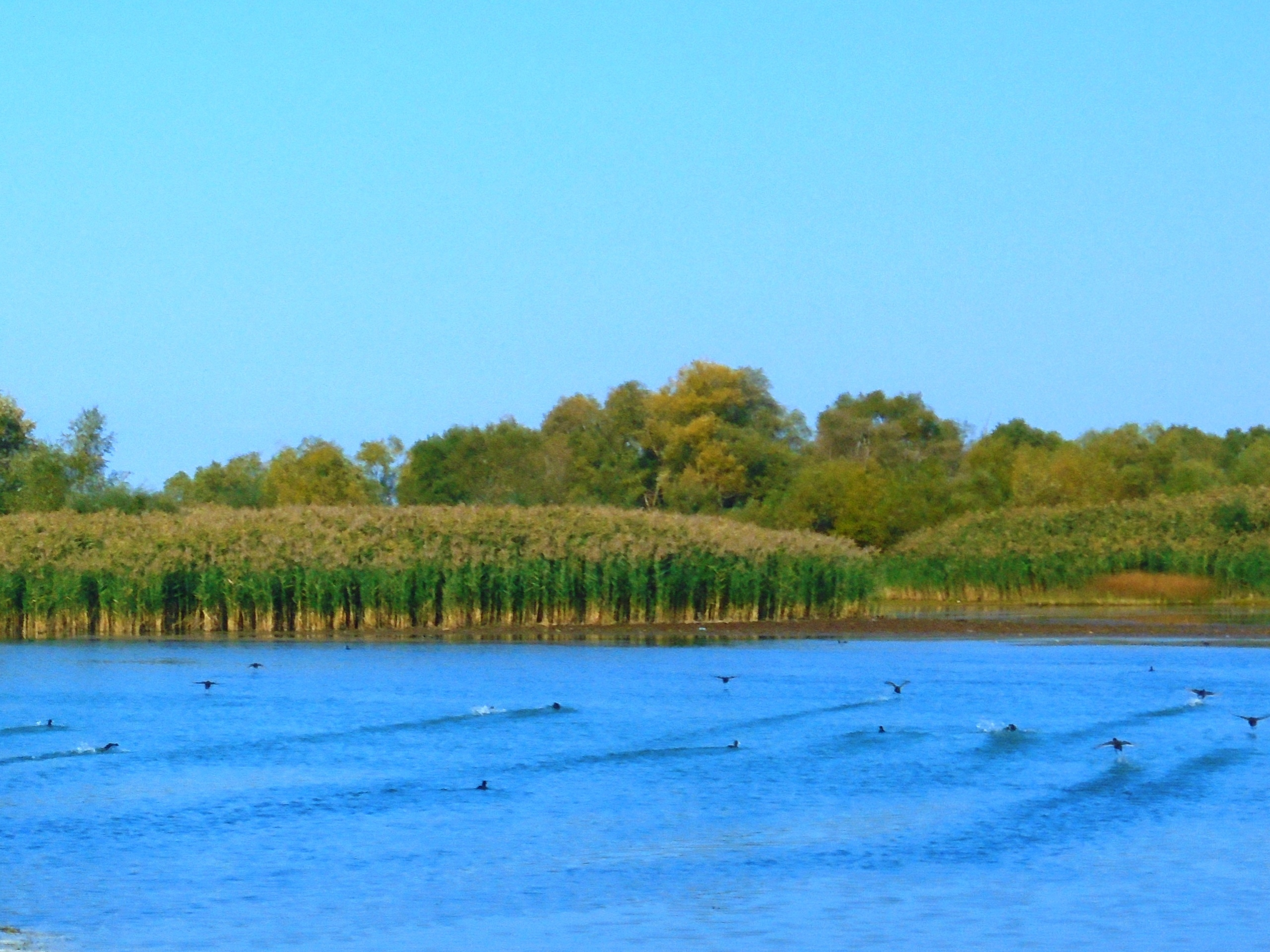
Břehy jezera.

Skadarské jezero (srbsky Скадарско језеро, albánsky Liqeni i Shkodrës, italsky Lago di Scuttari, ve Střední Evropě známo ve variantách názvu ve všech třech jazycích) je krasové jezero na hranicích Černé Hory (opštiny Ulcinj, Bar, Podgorica a Tuzi) a Albánie (kraj Skadar). Německý deník Deutsche Welle jej zařadil mezi 10 nejatraktivnějších národních parků v Evropě.
Jde o největší jezero na Balkáně. Jeho rozloha kolísá od 356 km² do 376 km², z čehož přibližně jedna třetina (148 km²) připadá Albánii a zbytek (62 %) Černé Hoře. Dosahuje hloubky až 12 m (podle jiných zdrojů až 44 m případně dokonce 60 m). Většina jeho dna však leží v hloubce čtyř až šesti metrů. Leží v nadmořské výšce 6 m. Jezero se táhne v ose Jaderského moře ve směru severozápad-jihovýchod. V tomto směru je jeho délka 43 km, ve směru opačném potom je mnohem menší, okolo 10 km a v nejdelším směru (v zátoce k obci Hani i Hotit dosahuje 26 km.

## Název
Jezero mělo v minulosti řadu názvů. V latině je zaznamenána podoba Lacus Labatus, potom také Balta, ve slovanských jazycích potom se objevuje jako Diolkitsko jezero, Zetsko jezero nebo jen Blato.

## Klimatické podmínky
Klima je zde středomořské. Průměrná lednová teplota se zde pohybuje okolo 7,3 °C. léta jsou horká a suchá, teplota vzduchu se pohybuje i okolo 40 °C. Teplota vody potom dosahuje až 27 °C. Průměrná roční teplota na jezeře je 14,9 °C.
Jezero a jeho okolí je dostatečně rozlehlé na to, aby se zde formovaly větry. Přes den vane vítr danik, v noci noćnik a další větry mají své názvy podle ročního období, kdy vanou.

## Pobřeží
Pobřeží jezera je značně členité. Některé části obklopují hory, jiné rovinatá krajina a jiné močál. Velká část břehu nicméně přechází do neprostupného močálu a jezero je tak velmi těžko přístupné. Pouze ze západní resp. jižní strany je břeh víceméně pevný (blízko pohoří Rumija. V nejjižnějším bodě vytéká z jezera řeka Bojana. Dále směrem na východ je již břeh nepevný (i na albánské straně). Výjimkou je zátoka směřující k obci (a hraničnímu přechodu Hani i Hotit). Poté je břeh neprostupný směrem na západ až k vrcholu u obce Vranjina. Tam je také jezero překonáno sypanou zdí a mostem (vedena je tam silnice a železniční trať). Vranjinu obchází dvě ramena řeky Morači, které do ní ústí. V nejsevernější části jezera je rovněž břeh nepevný a ústí sem řeka Rijeka Crnojevića. Na břehu se nachází několik menších vrcholků, obklopených buď jezerem, nebo močálem, a to: Velika Čakovica, Kamenik, Andrijska Gora, Liponjak a další.
Vzhledem k jeho charakteru je velmi obtížné spočítat délku pobřeží. Zhruba dvě třetiny připadají na černohorskou a jedna třetina na albánskou stranu.

## Historie
Předpokládá se, že jezero vzniklo v dávnověku a je tektonického původu. Vzniklo v období kenozoika při pohybech krasových útvarů na území dnešní Černé Hory. Po nějakou dobu bylo spojené i s Jaderským mořem jako mořský záliv. Vzhledem k měnící se hladině moří v dávných dobách byla oblast zatopená až po dnešní Podgorici.
Jezero během různých historických období měnilo svoji rozlohu. Dle dobových záznamů bylo v 11. století menší než dnes. Jeho vodu využívaly osady, které zde vznikly v období existence Římské říše, stejně jako pozdějších státních útvarů Zeta a Duklja.
Na ostrovech Starčevo, Beška a Moračnik bylo dle dobových záznamů vybudován na přelomu 14. a 15. století několik kostelů. Dynastie Balšićů iniciovala jejich vznik. Jsou zde také kláštery (nejstarší ve Starčevu z let 1376 až 1378). Kostelů bylo potom na březích jezera postaveno celkem šest a pět z toho zasvěceno Bohorodici. V deltě řeky Morači vznikl rozsáhlý areál v druhé polovině 15. století. Právě Crnojevićové vládli Černé Hoře z břehu jezera.
Současná podoba jezera vznikla v roce 1858, kdy se po bouři změnilo koryto řeky Bojany a podstatně rozšířilo do té doby původně většinou močál a menší vodní plochu. Okolo vzniku jezera nicméně existují i různé legendy, jako např. že vzniklo rozmarem ženy, která zapomněla uzavřít kašnu přes noc, protože zapomněla po návratu muže z války.
Skadarské jezero se postupně propadá, a to tempem 2–3 mm/rok.
Před druhou světovou válkou bylo zamýšleno jezero vysušit s cílem získat novou úrodnou půdu v regionu a snížil množství močálů, které obklopují břehy jezera. Nic z toho ale nakonec nebylo uskutečněno. První z těchto nápadů se objevil hned po Berlínské kongresu, kdy hranice Černé Hory dosáhly břehů jezera. Přestože Černá Hora i později Jugoslávie se této problematice věnovaly a byla schválena i řada usnesení (v letech 1913, 1923, 1940, 1947, 1948, 1956 a 1962), nebylo v tomto směru nic uskutečněno. Diskutováno bylo také regulování jezera, resp. snížení jeho hladiny o tři metry.
Dříve také vedla do Virpazaru na břehu jezera úzkorozchodná železnice z Baru.
Od roku 1983 je černohorská (tehdy jugoslávská) část jezera chráněná jako národní park. V roce 1995 byly břehy jezera zahrnuty do seznamu, který podléhá Ramsarské úmluvě.
V této době (během 90. let obecně) a během bombardování Jugoslávie nebyly místní úřady schopné provádět jakoukoliv kontrolu toho, co se na březích jezera děje. Nezaměstnanost v rybářských vesnicích byla veliká a docházelo k časté ilegální činnosti. Kromě divokého rybolovu například i k pašování nafty do sankcemi zmítané země ze sousední Albánie. I přes zlepšení situace zde nicméně je časté divoké rozrůstání některých sídel a vznik černých staveb. Kontrolován je také nelegální rybolov.
V roce 2005 byla v albánské části jezera vyhlášena přírodní rezervace zahrnující rozlohu 23 027 hektarů.

## Ostrovy
Na jezeře se nachází několik ostrovů. Největší je Vranjina v deltě Morači. Dále to je ostrovní pevnost Lesendro (která byla nicméně spojen s pobřežím) a již zmíněné menší ostrovy Starčevo, Korn, Beška, Omerova gorica, Krajinské souostroví, které zahrnuje 50 menších ostrůvků.
Na ostrově Gmožur se kdysi nacházela věznice. Bývá občas přezdívána jako černohorský alcatraz.
Na albánské straně se nachází několik menších ostrůvků. Nejnápadnější z nich je ostrov Shaqari u vesnice Shirokë.

## Vodní režim
Do jezera ústí ze severozápadu v Černé Hoře řeka Morača, dále Rijeka Crnojevića a ze severovýchodu v Albánii řeka Thate (Zeta). Odtéká z něj pak řeka Buna do Jaderského moře. Řeka Bojana/Buna krátce pod jezerem přijímá severní rameno Drinu, které při vysokých stavech vody na jaře a na podzim naopak napájí Skadarské jezero. To se pak rozlévá na plochu až 500 km². Jezero je kryptodepresí (některé části jeho dna jsou níže než hladina nedalekého Jaderského moře.
Skadarské jezero je izolované od větších vodních toků. Vlévají se sem řeka Morača a řeka Zeta a potom i několik dalších menších vodních toků, resp. potoků. Průtok v řece Morači ovlivňuje vodu v jezeře dominantním způsobem; 62 % vody, které jezero odebírá je právě z této jediné řeky.

## Vlastnosti vody
Voda v jezeře je čistá, což především zabezpečuje přibližně 50 pramenů, které jsou na dně. Kompletně se tak voda v jezeře vymění za tři až šest měsíců.

## Fauna
Jedná se o jednu z největších ptačích rezervací v Evropě s více než 270 druhy ptáků, mimo jiné posledními evropskými pelikány. Z mořského pobřeží sem dolétávají také racci. Zimuje zde třicet až dvě stě tisíc ptáků ročně.
Žije zde značný počet druhů ryb, které jsou loveny. Především se jedná o kapry a úhoře. Většina odlovených kaprů se pohybuje okolo dvou kilogramů hmotnosti, čas od času se ale objevují i jedinci přesahující hmotnost 20 kg. Domácích je zde 34 druhů ryb a 7 druhů je potom endemických (nevyskytují se nikde jinde).
V podmínkách Skadarského jezera žije také zhruba 40 druhů sladkovodních plžů (z nichž zhruba třetina je rovněž endemická). Přítomno je 17 druhů obojživelníků.
21 druhů živočichů, které jsou endemické pro Skadarské jezero, se nachází na červeném seznamu IUCN.

## Flóra
Břehy jezera jsou zarostlé brčálem, na březích rostou nejčastěji vrby a topoly.

## Osídlení pobřeží a turistika
V okolí jezera, které vždy bývalo význačným centrem Černé Hory, je mnoho kulturních památek. Poblíž jihovýchodního břehu leží albánské město Skadar, v severní části je jezero z části zasypáno a přemostěno železnicí spojující Bělehrad a město Bar. Na jezeře je rozvinutá místní lodní doprava a rybářství. Ročně se uloví zhruba 1000 kg ryb. Místní obyvatelstvo se živí také chovem dobytka na okolních svazích.
Navštěvovaná je např. vesnice Virpazar (bývalá rybářská vesnice, dnes turistický resort) a další. S nadsázkou se u místních dětí říkalo, že se dříve musí naučit plavat, než chodit. Na albánské straně jezera je pobřeží rovněž turisticky atraktivní. V srpnu 2023 jej navštívilo 39 500 lidí.
Zhruba pět set tisíc obyvatel regionu je ekonomicky navázáno nějakým způsobem na Skadarské jezero.
Z kulturního i lingvistického hlediska je jezero (resp. jeho okolí) jedním z mála míst, kde je dlouhodobě (již od dávnověku) přirozený kontakt (a mísení) slovanského a albánského obyvatelstva.

## Doprava
Jezero představuje přirozenou bariéru pro spojení vnitrozemí Černé Hory s pobřežím. Hlavní silniční tahy jej obcházejí. Z Podgorice vede silnice č. M-2 k jaderskému pobřeží k Virpazaru (překonává jezero spolu s železniční tratí po sypané hrázi, která částečně jezero uzavírá). Dále do Albánie vede z černohorské metropole potom komunikace č. M-4 k městu Koplik a dále do Skadaru. Mezi Virpazarem a Skadarem z jižní strany existuje silnice pouze po černohorské straně.
Vodní doprava po jezeru se soustředí na rybolov a turistiku; jezero není využíváno k intenzivnější dopravě. Přístavy jsou většinou malé a jsou jen na několika málo místech, kde je břeh strmější a tedy vhodnější ke kotvení lodí.
Tradiční jsou dlouhé lodě postavené z bukového a dubového dřeva, kromě toho se pro turistickou dopravu využívají lodě moderní. Na černohorské straně vyplouvají většinou z Vranjiny a Virpazaru; za rok 2013 je využilo na 150 000 turistů. Turistické výpravy mají být pořádány i na albánské straně jezera.

## Znečištění
Jezero se nachází stranou hustěji osídlených částí jak Černé Hory, tak i Albánie (s výjimkou města Skadaru). Hlavním rizikem pro kvalitu vody v jezeře je tak využívání především velkého množství průmyslových hnojiv. V roce 2023 byl za pomoci Evropské unie uskutečněn dvouletý výzkum, v rámci něhož bylo zjištěno, že jezeru škodí kromě uvedených hnojiv také těžké kovy. Znečištění, které se objevuje v říčních usazeninách, měří celkem 14 stanic – 10 na černohorské a 4 na albánské straně.